# Vincent Vial
Pas d'image ? Cliquez ici

a Compétitions nationales et continentales officielles uniquement.

b Matchs officiels uniquement.
Dernière mise à jour le 3 novembre 2024.
Vincent Vial, né le 21 juin 1994 à Roussillon (Isère), est un joueur français, international suisse, de rugby à XV qui joue au poste de pilier droit au Valence Romans DR depuis 2024.

## Biographie
Vincent Vial débute le rugby au sein du RC rambertois, avant de rejoindre l’entente en 2008 le CS Annonay/ RC Rambertois . En 2012, il intègre le centre de formation de l'US Romans Péage, où il reste jusqu'en 2016.Il intègre ensuite le Lou Rugby en espoirs où il est affilié au centre de formation. Il décide par la suite de s’aguerrir en fédérale 1 pour rejoindre l'ASVEL Rugby, où il connaît ses débuts en Fédérale 1. Après une saison, il rejoint l'AS Mâcon en 2017 avec qui il ira en demi finale de Fédéral 1 . En 2018, il devient international suisse, puis rejoint quelques mois plus tard le CS Vienne, où il s'impose comme un joueur important.
Il s'engage au FC Grenoble pour deux ans à partir de juillet 2022.

## Statistiques

### En club
| 2016-2017 | ASVEL Rugby | 15 | 10 |
| 2017-2018 | AS Mâcon    | 13 | 0  |
| 2018-2019 | CS Vienne   | 16 | 0  |
| 2019-2020 | CS Vienne   | 13 | 10 |
| 2020-2021 | CS Vienne   | 5  | 0  |
| 2021-2022 | CS Vienne   | 19 | 15 |
| 2016-2022 | Total       | 81 | 35 |

### En sélection
| Année | Compétition                                  | Matchs | Points | Essais | Transf. | Drops | Pénal. |
| ----- | -------------------------------------------- | ------ | ------ | ------ | ------- | ----- | ------ |
| 2018  | RET 2017-2018                                | 3      | -      | -      | -       | -     | -      |
| 2018  | RET 2018-2019                                | 2      | -      | -      | -       | -     | -      |
| 2019  | RET 2018-2019                                | 1      | -      | -      | -       | -     | -      |
| 2019  | RET 2019-2020                                | 2      | -      | -      | -       | -     | -      |
| 2020  | RET 2019-2020                                | 1      | 5      | 1      | -       | -     | -      |
| 2022  | Championnat international d'Europe 2021-2022 | 3      | 5      | 1      | -       | -     | -      |
| Total | Total                                        | 12     | 10     | 2      | -       | -     | -      |

| Essai | Adversaire | Lieu                                       | Compétition                                  | Date             | Résultat | Score |
| ----- | ---------- | ------------------------------------------ | -------------------------------------------- | ---------------- | -------- | ----- |
| 1     | Allemagne  | Fritz-Grunebaum-Sportpark (en), Heidelberg | RET 2019-2020                                | 29 février 2020  | Victoire | 20-33 |
| 1     | Pologne    | Stade Kazimierz-Sosnkowski, Varsovie       | Championnat international d'Europe 2021-2022 | 20 novembre 2021 | Défaite  | 37-25 |

## Palmarès
- FC Grenoble
  - Finaliste du Championnat de France de 2e division en 2023 et 2024